# Diaspora géorgienne
 (juin 2015).
Si vous disposez d'ouvrages ou d'articles de référence ou si vous connaissez des sites web de qualité traitant du thème abordé ici, merci de compléter l'article en donnant les références utiles à sa vérifiabilité et en les liant à la section « Notes et références ».

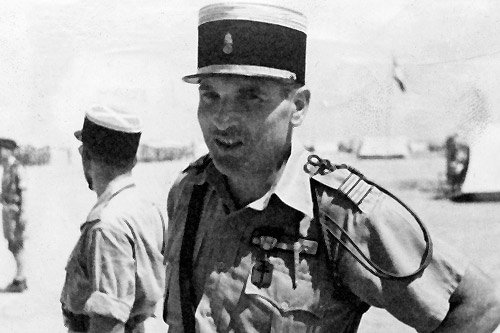
Dimitri Amilakvari, Lieutenant-Colonel de la Légion étrangère française, tombé à El-Alamein en 1942

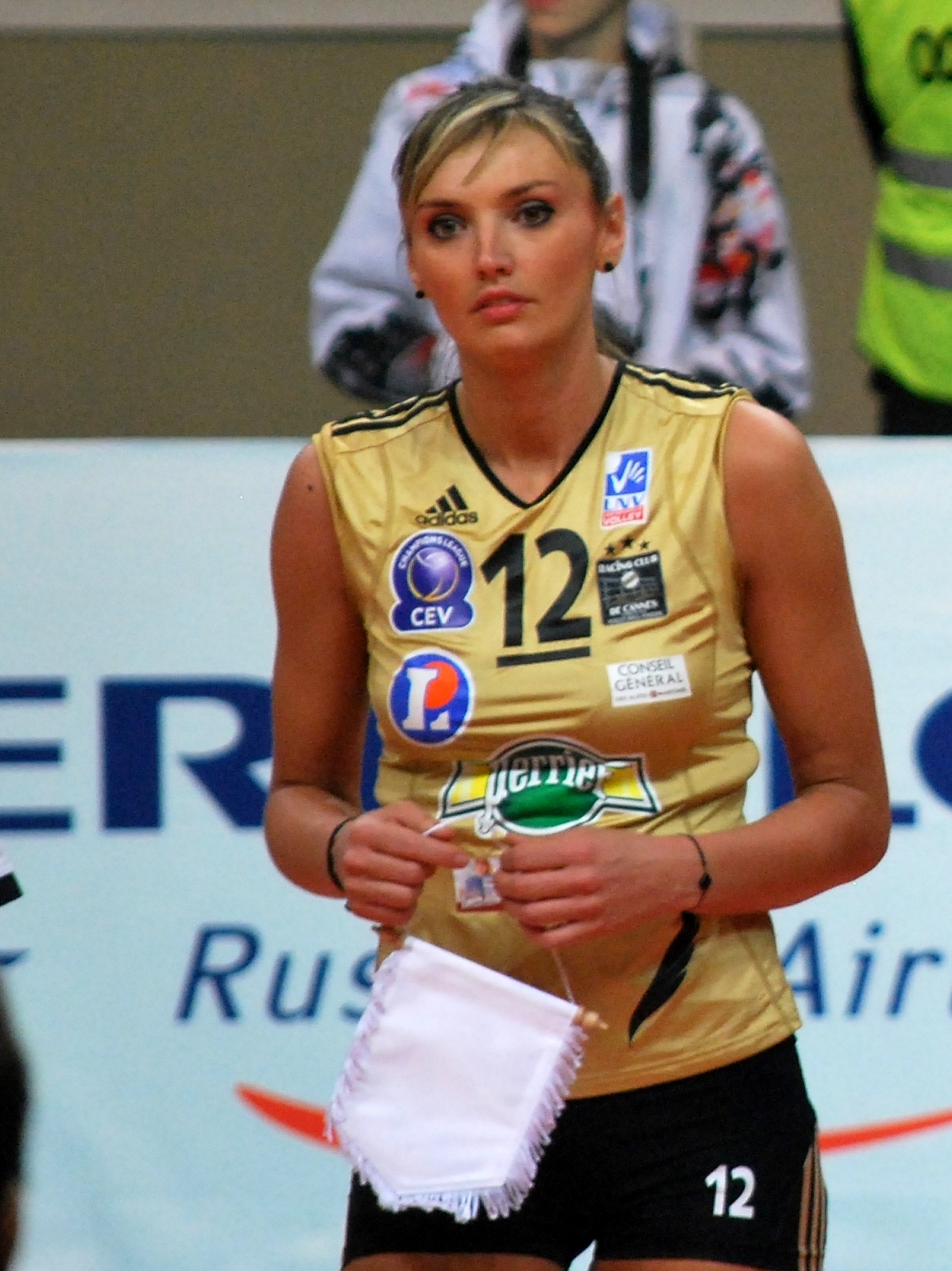
Victoria Ravva, 19 fois championne de France de volley-ball avec le RC Cannes

Le Diaspora géorgienne est composé de trois millions de personnes, vivant principalement en Russie.

## En Europe

### Allemagne
Il y a 4 500–5 000 Géorgiens en Allemagne sans compter les Géorgiens iraniens.
Il y a deux églises orthodoxes géorgiennes, celle de Saint Vakhtang Gorgassali à Munich et celle de Saint Anthim l'Ibérie à Düsseldorf.

### Biélorussie
En Biélorussie, il y a entre 3 700 à 4 000 Géorgiens, qui vivent principalement à Minsk.
Ils ont gardé leur culture, quasiment tous les Géorgiens parlent le géorgien et sont chrétiens orthodoxes.

### Belgique
En Belgique, il y a entre 1 000 à 2 000 Géorgiens, principalement à Bruxelles et à Anvers.
Ils parlent tous le géorgien et ont ouvert des écoles à Bruxelles, à Anvers et à Ostende.
En 2001, une église orthodoxe géorgienne Sainte Nino à Anvers a été ouvert.
En 2004, une autre église orthodoxe sous le nom de Sainte Tamar à Bruxelles a été ouvert.

### Chypre
À Chypre, il y a environ 5 000 Géorgiens concentrés un peu partout dans le pays, tant dans la partie Sud que Nord.

### Danemark
Il y a environ 250 Géorgiens, principalement à Copenhague, Arhus et Roskilde.
Il y une église orthodoxe géorgienne Saint-Grigol.

### Estonie
Il y a 450 Géorgiens, ils vivent presque tous à Talinn.

### France
Il y a environ dix mille Géorgiens dans toute la France, principalement dans les grandes villes telles que Paris, Toulouse, Lyon, Marseille, Nice ou Bordeaux.
Les Géorgiens sont principalement bilingues : français et géorgien.
Les Géorgiens sont principalement orthodoxes. Il y a deux églises géorgiennes en France : 
- l'une à Paris, la paroisse Sainte-Nino, fondée en 1929 par des réfugiés politiques géorgiens fuyant l'occupation de leur pays par l'Armée rouge, la plus ancienne, qui est rattachée au patriarcat œcuménique de Constantinople ;
- l'autre à Villeneuve-Saint-Georges, la paroisse Sainte-Tamar, de création plus récente, consacrée en 2009, qui est rattachée au Catholicossat-Patriarcat de toute la Géorgie.

### Grèce
Il y a 150 000–300 000 Géorgiens en Grèce, concentrés à Athènes, à Thessalonique et en Crète.
Comme les Grecs, les Géorgiens pratiquent l'orthodoxie et possèdent plusieurs églises.

### Italie
1 000 Géorgiens vivent en Italie, concentrés dans les grandes villes italiennes.

### Lettonie
1500 Géorgiens vivent en Lettonie, principalement à Riga mais beaucoup de Géorgiens retournent en Géorgie en raison de la difficulté d'apprendre le letton et de trouver un emploi stable.

### Pologne
Effectifs : 10 000 personnes en 2011, 27 000 en 2023 ; les Géorgiens sont le groupe d'immigrants dont la population croît le plus rapidement en Pologne.